# 會安市
會安市（越南语：／）是越南廣南省下辖的一個省轄市。二戰之前，會安在法国與西班牙等西方國家被稱作“費福”（Faifo）。

## 地理
會安市東臨南海；北接奠磐市社；西和南接濰川縣。最初，會安是一座被分割的城鎮，以「日本橋」（來遠橋）為界，一邊為華人區，另一邊為日本人落戶的地方。這座橋是由日本人所建造，且以獨特式的廊橋結構而聞名，橋邊也蓋了一座佛塔。
會安時常淹水，尤以每年農曆10月中下旬最為嚴重，有時甚至淹到1層樓高。

### 海平面上升
據會安市人民議會副主席阮文勇表示，近年來，大河口附近的海岸線向內陸推進了150公尺，該地原為一片楊樹林，後來被過度開發才造成這種結果。

## 歷史
早期占婆王國的首都因陀羅補羅（Indrapura，又譯「林邑浦」）即設在會安一帶，因此附近甚為繁榮。
16世紀時，這座位於秋盆江江口的城市為國際貿易興盛的港埠，當時從中國來的華人，與日本人、荷兰人、及印度人等都在此進行貿易。這樣的榮景直到19世紀秋盆江逐漸淤塞後，港口功能被峴港取代才逐漸沒落。
在法國保護時期，岘港成為总督直辖地，法属印度支那政府的廣南省公使驻地便设在会安。南越成立後，會安成為廣南省省莅。
1976年，会安市社划归广南-岘港省管辖。
1978年7月25日，会安市社以占婆岛设立新合社。
1996年11月6日，广南-岘港省重新分设为直辖市岘港市和广南省，会安市社划归广南省管辖。
1999年8月16日，锦河社析置清河坊，锦铺坊和锦河社析置新安坊。
2004年1月12日，锦洲社改制为锦洲坊，锦安社分设为锦安坊和大门坊。
2006年4月3日，会安市社被评定为三级城市。
2007年3月8日，锦南社改制为锦南坊。
2008年1月29日，会安市社改制为会安市，成为广南省第2个省辖市。

## 行政區劃
會安市下辖9坊4社，市人民委员会位于锦洲坊。
- 錦安坊（Phường Cẩm An）
- 錦洲坊（Phường Cẩm Châu）
- 錦南坊（Phường Cẩm Nam）
- 錦鋪坊（Phường Cẩm Phô）
- 大门坊（Phường Cửa Đại）
- 明安坊（Phường Minh An）
- 山丰坊（Phường Sơn Phong）
- 新安坊（Phường Tân An）
- 清河坊（Phường Thanh Hà）
- 錦河社（Xã Cẩm Hà）
- 錦金社（Xã Cẩm Kim）
- 錦清社（Xã Cẩm Thanh）
- 新合社（Xã Tân Hiệp）

## 世界遺產

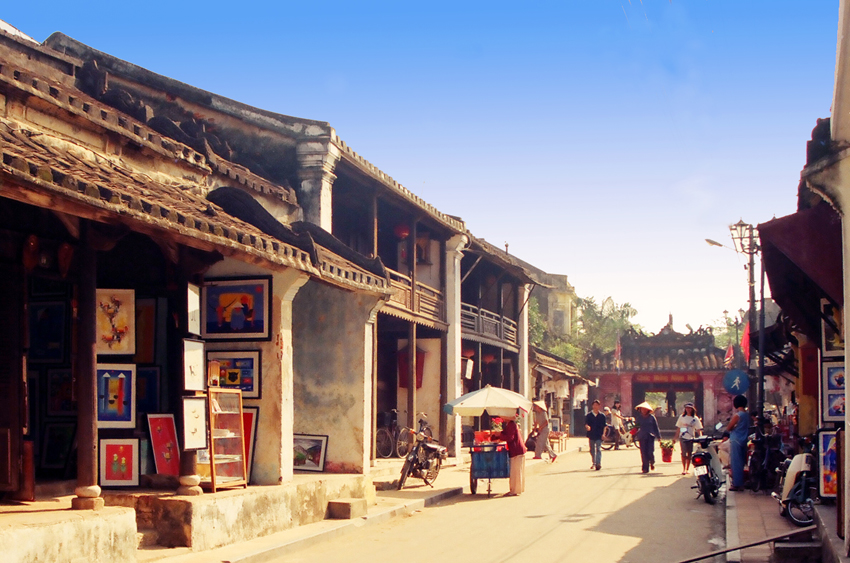
会安古镇街景

聯合國教科文組織認為會安是15世纪到19世纪东南亚贸易港保存非常完好的范例，故1999年時以「会安古镇」之名義將其列為世界遗产。

## 經濟及旅遊
目前，會安市定位成一個旅遊城市，當地相關部門正在積極整修古蹟。

### 美食
網站《Tripadvisor》在2011年做了一份民調調查亞洲前10名最有吸引力的美食城市，而會安市排名第六。該網站稱受訪遊客皆認為沒吃過高樓麵、廣南麵（mì Quảng）等當地食物就不算來到會安。

### 景點
- 来远桥：該橋由日本人於1593年（猴年）興建、1595年（狗年）完工，橋的兩端分別看得到猴、狗的石雕，這座橋連結了中國、日本2個街區，方便兩方進行貿易。[3]
- 明鄉佛寺：當地華人的信仰中心，現已改建為會安博物館[7][18]

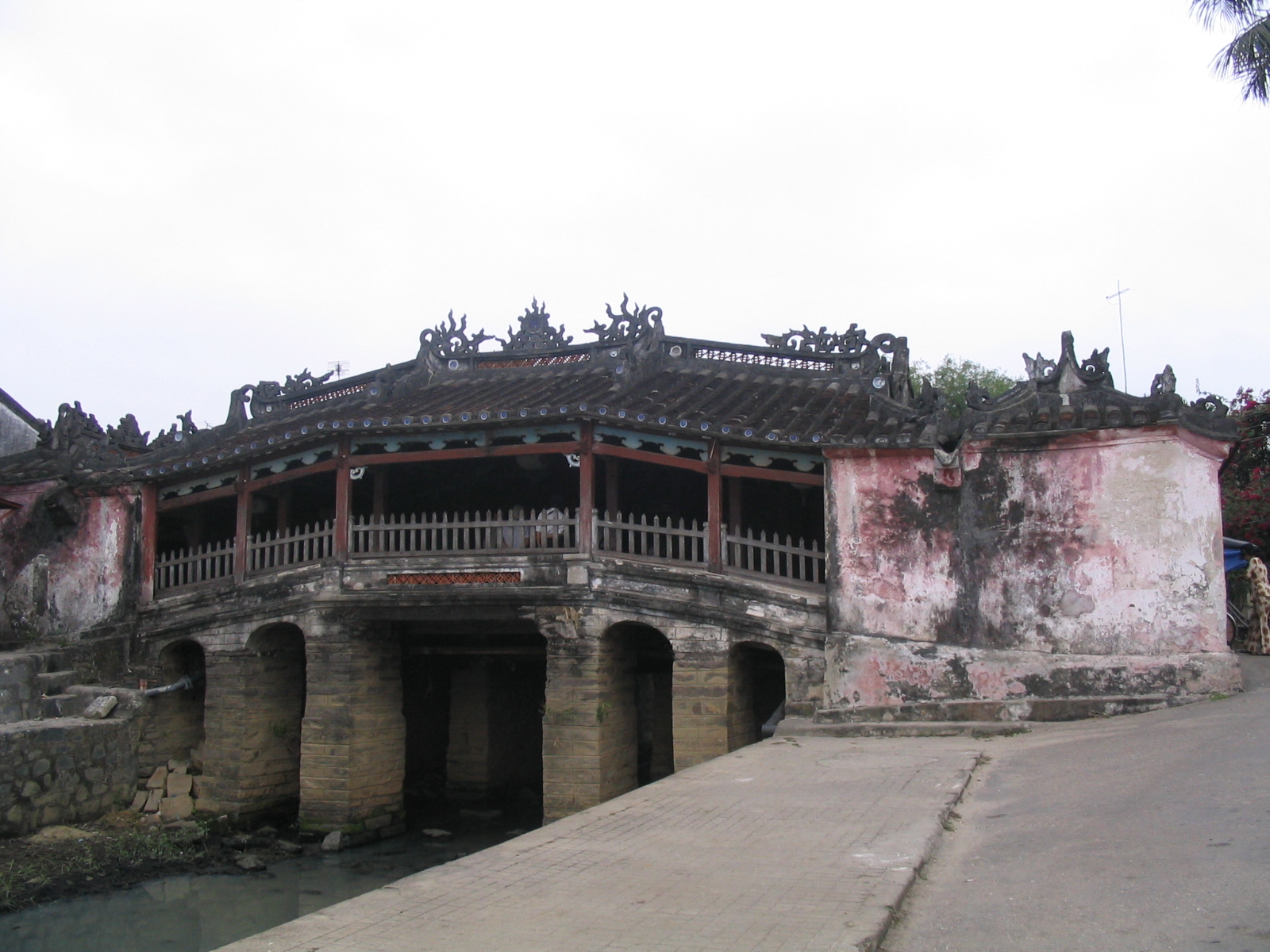
来远桥—會安之標誌
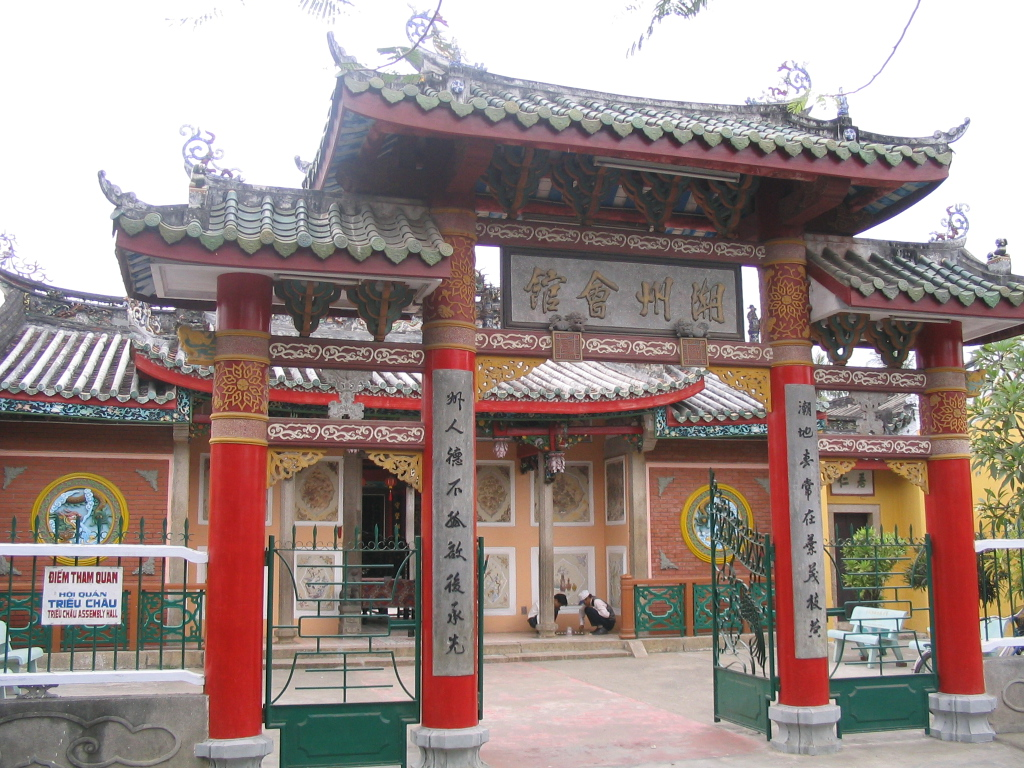
潮州會館
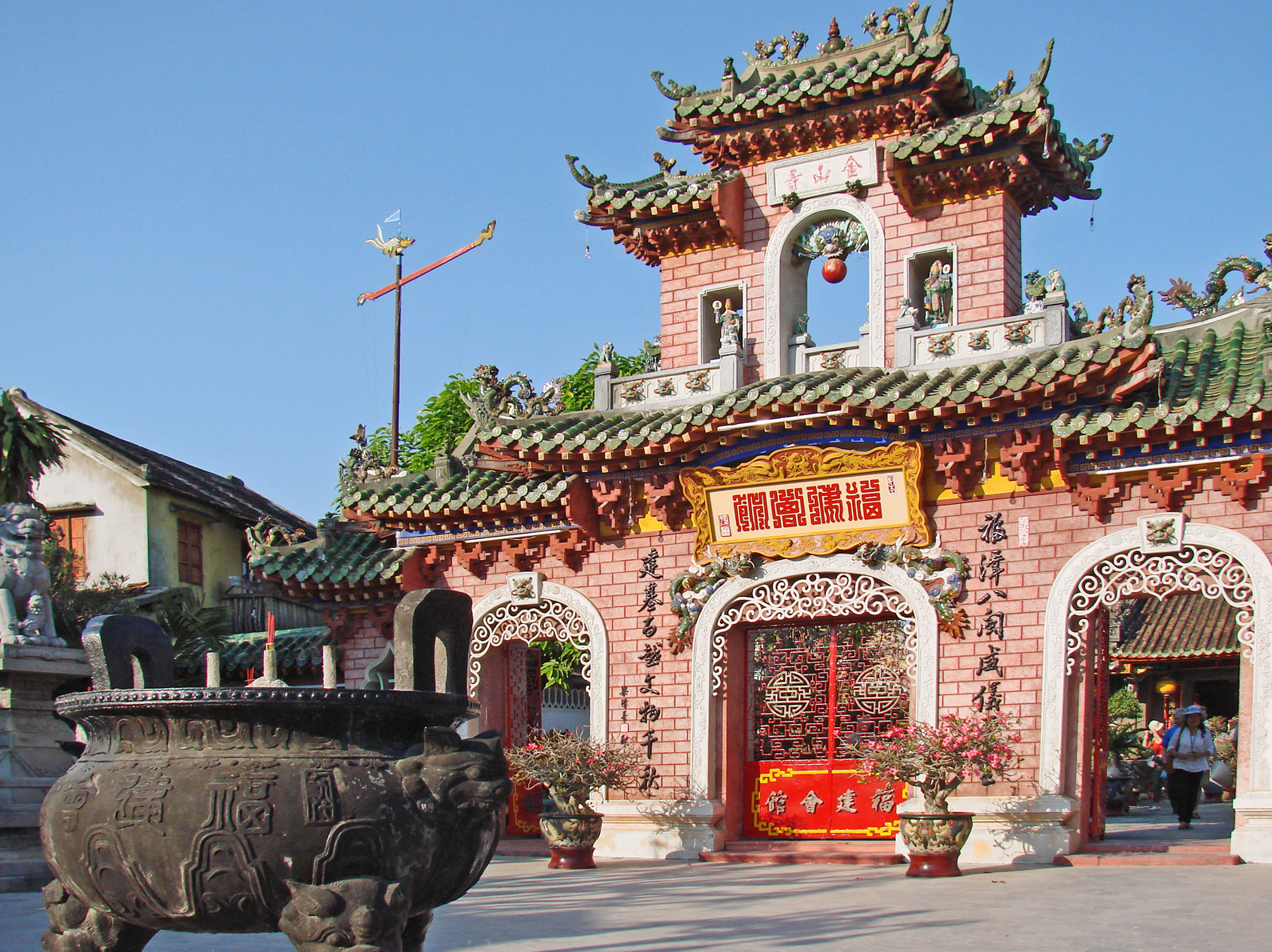
福建会馆
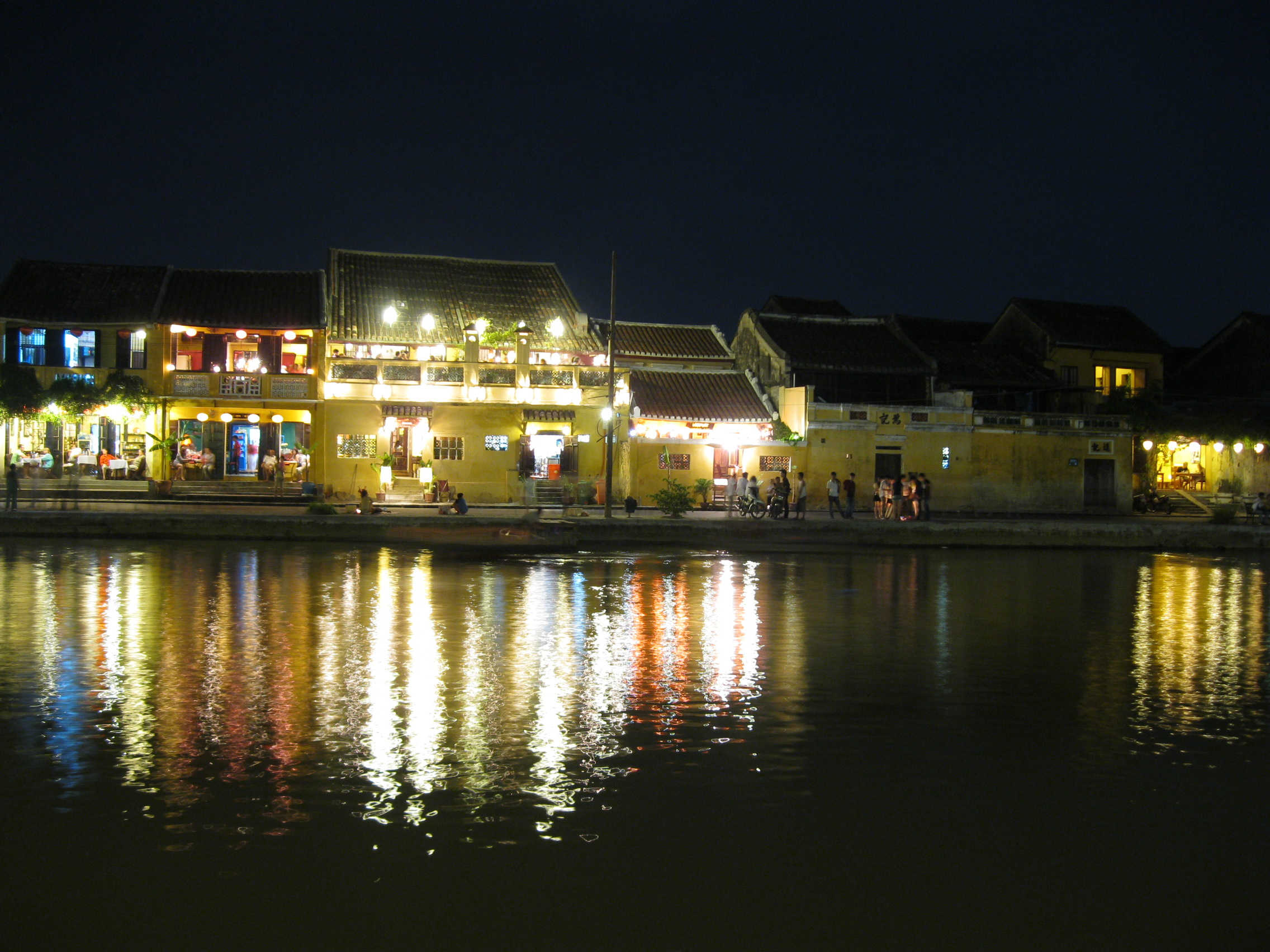
會安的夜景
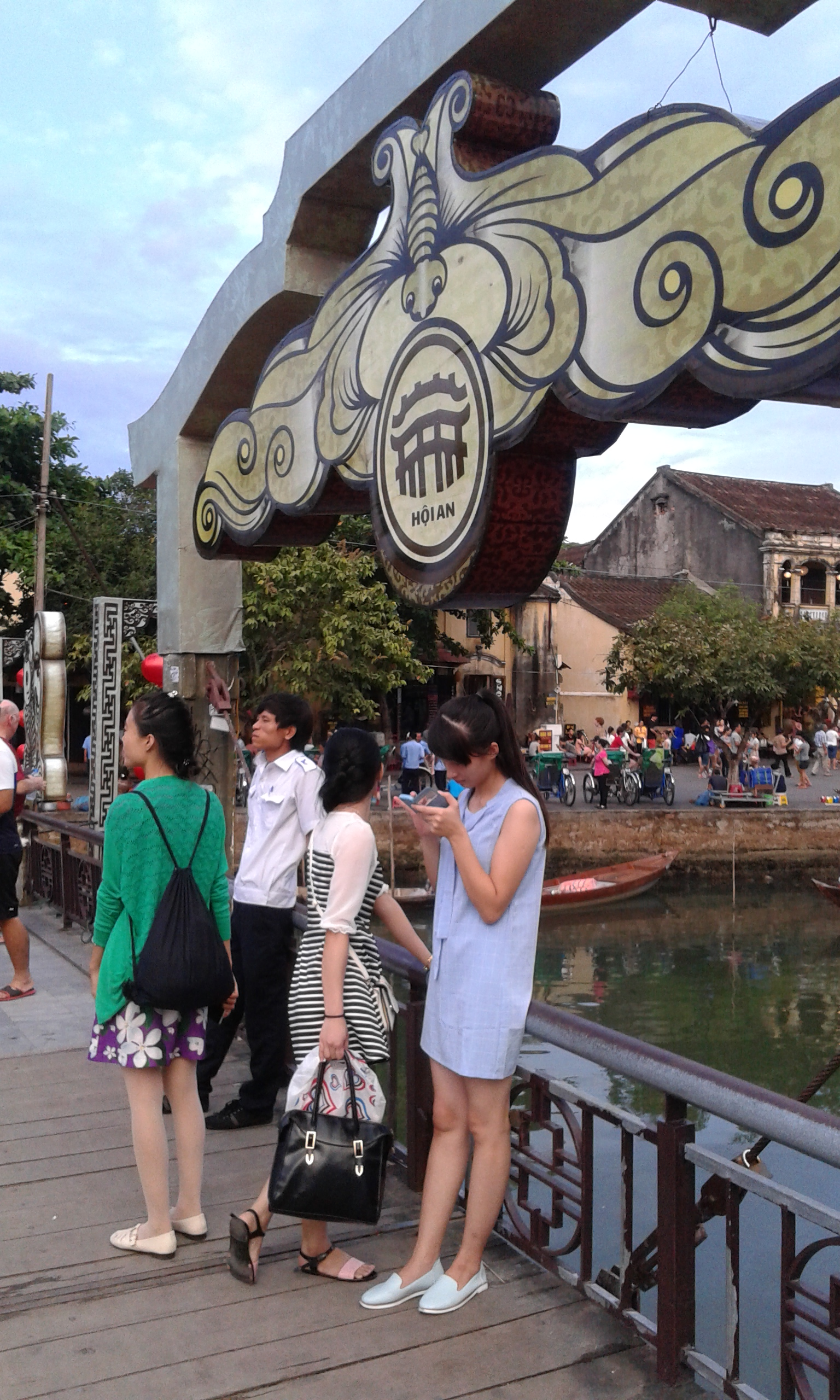
街景一角
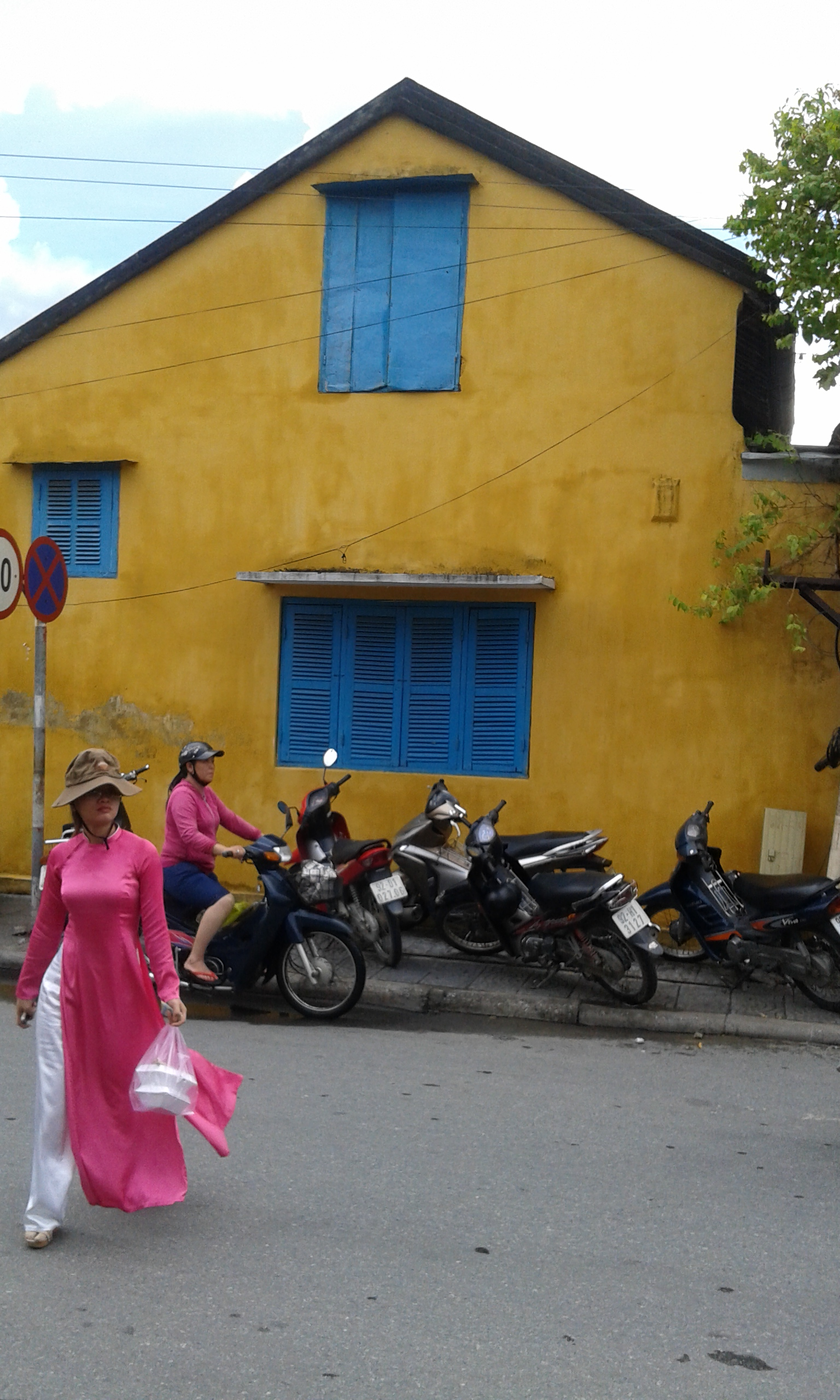
會安街頭
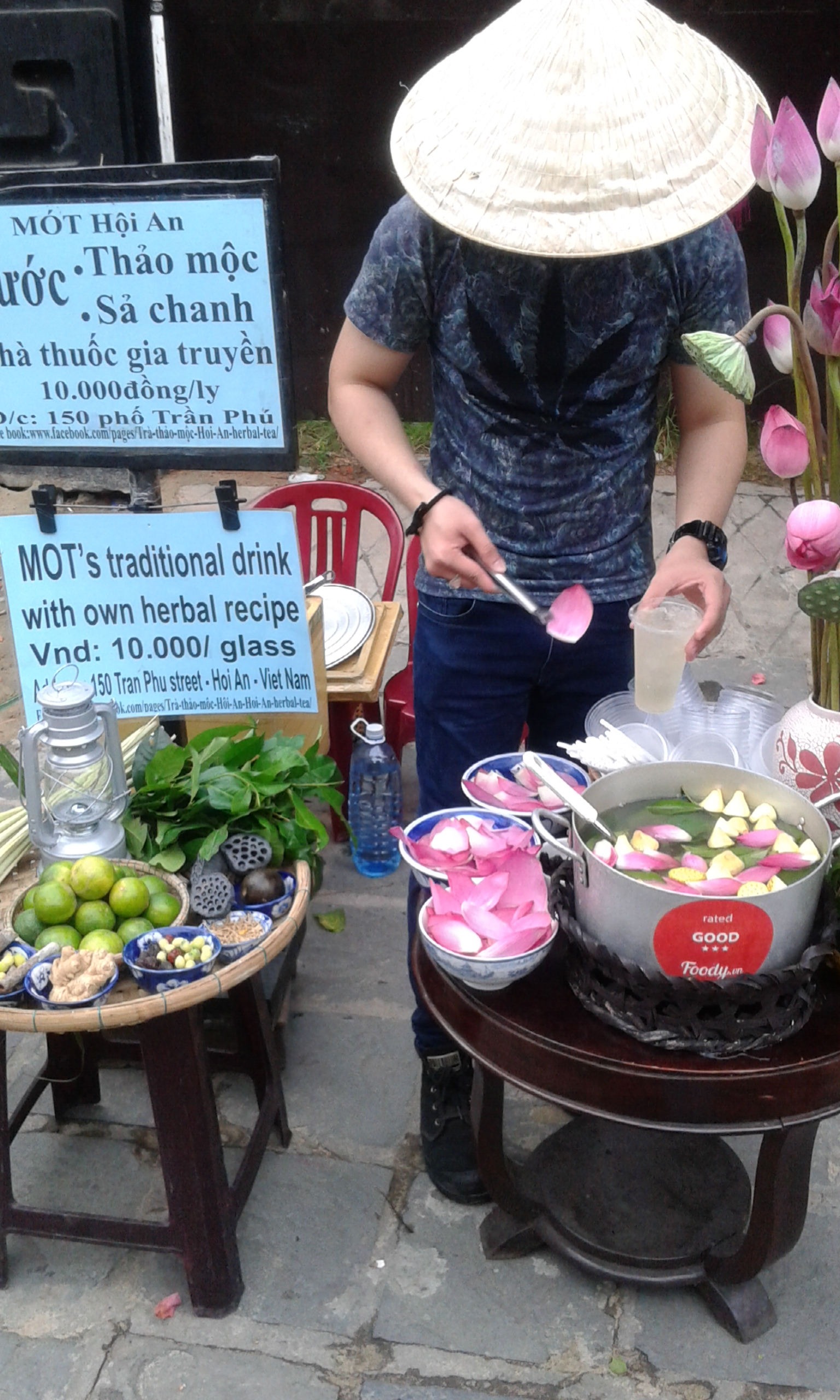
小販

### 著名人物
- 2008年於會安選出越南小姐陳氏垂榕。由於她高中文憑被質疑不合法，故不被允許參加2008年12月13日在南非約翰尼斯堡山敦會議中心舉行的第58屆世界小姐競選。[19]

## 外部連結
- OpenStreetMap上有關會安市的地理